# Bill Maddox
William Leslie “Bill” Maddox (Abilene, 15 de Fevereiro de 1953 - Travis County, 27 de Dezembro de 2010) foi um baterista, percussionista e multi-instrumentista estadunidense, conhecido por seus trabalhos com as bandas Project Terror, The Electromagnets, Alien Love Child, e alguns trabalhos com o Eric Johnson.
Considerado uma lenda da música texana, Bill venceu um Austin Music Awards em 2001-02, como Melhor Baterista/Percussionista.

## Biografia
Bill Maddox é filho do músico Ray Maddox, frontman da banda "Ray Maddox Orchestra", e de Trudy Maddox. Desde novinho, Bill demonstrou ter um talento musical acima da média, o que o levou a tocar em bandas locais. Nestas bandas, ele não tocava só bateria, mas também piano, guitarra, vocais e também compunha.
Já no colegial, formou uma banda de covers intitulada "Cadillac", com os amigos Keith Landers, Noel Kelton e Stephen Barber. Como a banda era formada por músicos de muito talento, ela começou a angariar vários fãs e a fazer relativo sucesso em Austin e em Abilene.
Estudou percussão com George Frock na universidade do Texas, quando foi um dos formadores da banda The Electromagnets, em 1974. Tocou na banda até 77, quando a mesma se desfez, e formou a banda Project Terror, onde ele era o líder e também tocava guitarra.
Já em meados da década de 80, Maddox deixou a cena musical e foi um dos 10 primeiros empregados da empresa PCs Limited, que mais tarde se tornaria a Dell Computer Corporation. Como era dono das ações da antiga empresa, que teve uma valorização absurda, Maddox pode se aposentar e voltar a tocar novamente.
No final dos anos 90, juntamente com Eric Johnson e Chris Maresh, formou a banda Alien Love Child, com a qual gravou o álbum ao vivo Live and Beyond, em 2000.
Em 2002, ganhou o prêmio Austin Music Awards como melhor baterista/percussionista do ano.
Em seus últimos anos de vida, tocou em alguns cds do Eric Johnson e fazia turnê com a banda The Fabulous Chevelles.

### Morte
Bill morreu no dia 27 de dezembro de 2010, após ser baleado durante um assalto, em circunstâncias ainda não explicadas em sua casa.

## Discografia

### Com a bandaThe Electromagnets
- 1975 Electromagnets (relançado em CD em 1998)
- 1975 Electromagnets II (lançado somente em 2005)

### ComMike Fageros
- 1976 - Spontaneous Combustion[7]

### Com o Project Terror
- 1977 - "In Memory of Buda" / "Thermal Underwear"

### Com a banda "Curtis Riker & The Front"
- 1980 - A Proper Upbringing[8]

### ComAlien Love Child
- 2000 - Live and Beyond

### ComEric Johnson
- 1996 - Venus Isle
- 1998 - Seven Worlds
- 2005 - Bloom